# فرهنگ لغت انگلیسی آکسفورد
فرهنگ لغت انگلیسی آکسفورد (انگلیسی: Oxford Dictionary of English) یک فرهنگ لغت یک جلدی به زبان انگلیسی است که نخستین بار در ۱۹۹۸ میلادی با عنوان فرهنگ لغت جدید انگلیسی آکسفورد (به انگلیسی: The New Oxford Dictionary of English (NODE)) توسط انتشارات دانشگاه آکسفورد منتشر شد. واژهٔ جدید از ویرایش دوم کتاب در ۲۰۰۳ میلادی از عنوان کتاب حذف شد.
این واژه‌نامه برای ارائهٔ تلفظ کلمات از الفبای آوانگاری بین‌المللی استفاده می‌کند و مبتنی بر انگلیسی فصیح است.